# Buitendijkse Buitenvelderse polder
De Buitendijkse Buitenvelderse polder was een polder ten zuidwesten van Amsterdam in de gemeente Nieuwer-Amstel. De polder lag ten westen van de Amstelveenseweg (voorheen Veendijk).
De naam Buitendijks verwijst er naar dat de polder buiten de dijken van de Schinkel lag. Er was ook een Binnendijkse Buitenvelderse polder ten oosten van de Amstelveenseweg (tevens waterscheiding), die binnen de dijken van de Amstel en Schinkel lag. Opvallend is dat voor beide polders de schrijfwijze 'velders' wordt gebruikt in tegenstelling tot 'Buitenveldert' met een 't', de naam van een eeuwenoude buurtschap in Amstelland en een huidige stadswijk in Amsterdam.
De Buitendijkse Buitenvelderse polder lag "van omtrent den grooten Overtoom af langs de Nieuwe Meer over het Karnemelksgat tot aan de Polder van Ryker Oort toe". Het octrooi hiervoor werd verleend op 19 september 1637. De polder behoorde niet bij Amstelland maar bij Rijnland. Het archief hiervan bevindt zich in het Noord-Hollands Archief te Haarlem.
De noordelijke begrenzing van de polder werd gevormd door de Koenenkade met de Koenenmolen uit 1635 aan de Nieuwe Meer en de schutsluis daarnaast. De molen werd in 1917 vervangen door een elektrisch gemaal; in 1919 werd de molen door brand verwoest. De oostelijke begrenzing was de Amstelveenseweg (Amsterdam) / Amsterdamseweg (Amstelveen). De zuidelijke begrenzing werd sinds 1877 gevormd door Noorddammerlaan (Bovenkerk) en de toen drooggemaakte Noorder Legmeerpolder. De westelijke begrenzing vormde de vroegere Bleekerskade in de Rietwijkeroorder polder en de Kleine Noorddijk in de Zwarte of Schinkelpolder (Aalsmeer).
In het verlengde lagen vroeger de Legmeerplassen, waarvan van 1674 tot 1877 een groot gedeelte aan de polder behoorde. Het vormde een waterschap met de Thamerbuitenpolder, de Uithoornse polder en de Kalslagerpolder.
In het midden van de polder lag het Karnemelksgat overgaand in de Hoornsloot langs de Bleekerskade. Halverwege lag de Katselaan (Karselaan) met de Katsebrug. Dit Karnemelksgat was een overblijfsel van een dijkdoorbraak vanuit de Nieuwe Meer. Dit ging in het zuiden over in de Amstelveense Poel, in het zuidwesten de Kleine Poel, tot aan het Schinkeldijkje, met een schutsluis naar de Drooggemaakte Oosteinder Poelpolder (Aalsmeer).
De polder was voorheen gelegen in de gemeente Nieuwer-Amstel en was verdeeld in de Bovenlanden en de Benedenlanden, de grens ligt bij de Hoornsloot.
In 1905 werd de vervening van de Benedenlanden, het noordelijke deel van de Buitendijkse Buitenvelderse polder, ter hand genomen. Het ging om een oppervlakte van circa 160 hectare. In 1925 werd de vervening hier beëindigd. Het Karnemelksgat werd opgenomen in de veenderij en verdween hierbij met de droogmaking van de polder. De polder was een van de laatste op het grondgebied van de toenmalige gemeente Nieuwer-Amstel die verveend werd. Hiermee werd een eeuwenoude traditie in de omgeving van het huidige Amstelveen en Buitenveldert beëindigd omdat de vraag naar turf als brandstof nagenoeg was opgedroogd.
Ten gevolge van de uitvoering van het Bosplan werden alle gronden in de Benedenlanden vanaf 1933 door de gemeente Amsterdam onteigend. De polder werd vanaf de jaren dertig gebruikt voor de aanleg van het Amsterdamse Bos en vormt nu het noordoostelijke deel daarvan.
De Bovenlanden, het zuidelijke deel van de polder, is gedeeltelijk verveend, hier is de Amstelveense Poel nog een overblijfsel van. De plas is ontstaan als gevolg van veenafgravingen in de 19e eeuw. In tegenstelling tot vele andere veenplassen in de omgeving zoals de Bovenkerkerpolder is de Poel nooit ingepolderd. Rond deze poel liggen nog onverveende oeverlanden, waar nog veenvorming plaatsvindt.